# Falling (película de 2020)
Falling es una película dramática de 2020 escrita y dirigida por Viggo Mortensen en su debut como director. La película es protagonizada por Mortensen como John Peterson, un hombre gay de mediana edad cuyo padre homofóbico Willis (Lance Henriksen) comienza a mostrar síntomas de demencia, lo que le obliga a vender la granja familiar y mudarse a Los Ángeles para vivir con John y su marido Eric (Terry Chen). El reparto de la película también incluye a Sverrir Gudnason, Laura Linney, Hannah Gross y David Cronenberg.
Se estrenó en el Festival de Cine de Sundance el 31 de enero de 2020. Modern Films la estrenó en el Reino Unido el 4 de diciembre de 2020. Quiver Distribution y Mongrel Media la estrenaron en Estados Unidos y Canadá el 5 de febrero de 2021.

## Sinopsis
John vive con su marido Eric en California, lejos de la tradicional vida rural que dejó atrás hace años. Su padre, Willis, un hombre testarudo de una época pasada, vive solo en la aislada granja donde creció John. La mente de Willis está decayendo, por lo que John lo lleva al oeste, con la esperanza de que él y su hermana, Sarah, puedan ayudar a su padre a encontrar un hogar más cerca de ellos. Sus mejores intenciones finalmente chocan con la airada negativa de Willis a cambiar su forma de vida de alguna manera.

## Reparto
- Lance Henriksen como Willis (75 años)
- Viggo Mortensen como John
- Terry Chen como Eric
- Sverrir Guðnason como Willis (23–43 años)
- William Healy como John (16 años)
- Hannah Gross como Gwen
- Laura Linney como Sarah

Los actores y directores canadienses David Cronenberg y Paul Gross tienen cameos como proctólogos de Willis.

## Producción
En octubre de 2018, se anunció que Viggo Mortensen protagonizaría la película, junto a Lance Henriksen, Sverrir Guðnason y dirigiría a partir de un guion que él mismo escribió. Mortensen y Daniel Bekerman serían los productores de la película a través de Scythia Films. En marzo de 2019, Laura Linney, Hannah Gross y Terry Chen se unieron al elenco de la película.
Originalmente, Mortensen no tenía la intención de interpretar el papel principal en la película, pero descubrió que, dado que prácticamente no había otras estrellas importantes en el elenco, comprometerse a actuar en la película era la única forma en que podía asegurar la financiación de la producción.
Aunque no es una pieza autobiográfica, Mortensen fue influenciado por los sentimientos de su educación. Una de las primeras escenas de la película en la que el personaje de Mortensen dispara a un pato cuando era niño y decide quedarse con el pájaro muerto como mascota, en realidad le sucedió cuando era niño.

### Rodaje
La fotografía principal comenzó en marzo de 2019. El rodaje tuvo lugar en Los Ángeles y el norte de Ontario.

## Estreno
Se estrenó en el Festival de Cine de Sundance el 31 de enero de 2020. Se proyectó en el Festival Internacional de Cine de Toronto 2020 en septiembre. Fue estrenada en el Reino Unido el 4 de diciembre de 2020 por Modern Films. En diciembre de 2020, Quiver Distribution adquirió los derechos de distribución de la película en Estados Unidos y fijó su estreno para el 5 de febrero de 2021. Fue estrenada en Canadá el 5 de febrero de 2021.